# 馬文·弗里德里希
馬文·弗里德里希（德語：Marvin Friedrich；1995年12月13日—）是一位德國足球運動員。在場上的位置是中後衛。現效力於德甲球隊慕遜加柏，曾效力於史浩克04。他也代表德國U19國家隊參賽。

## 俱樂部生涯

### 柏林聯盟
2021年5月22日，德甲联赛第34轮柏林聯盟主场對上RB萊比錫2-1勝利，弗里德里希首发出场，第67分钟踢進一球打平比分，是球隊前進欧足联欧洲协会联赛的功臣之一。

## 榮譽

### 俱樂部
柏林聯盟
- 德甲升級附加賽冠軍：2018-19賽季

### 國家隊
德國U19
- U19歐洲國家盃冠軍：2014年

## 外部連結
- Soccerway資料庫：馬文·弗里德里希